# 4.º Prêmio Jabuti
O 4º Prêmio Jabuti foi um evento organizado pela Câmara Brasileira do Livro (CBL) com o propósito de premiar o melhor da produção literária brasileira de 1961 em diferentes categorias.

## História
A cerimônia de entrega dos troféus foi realizada em 20 de novembro de 1962 no auditório da CBL, tendo a relação de vencedores sido divulgada à imprensa alguns dias antes. Foram ainda entregues os diplomas "Amigo do Livro" os distintivos "Dedicação ao Livro", criados pela CBL como forma de homenagear pessoas que tenham feito algo em prol do livro.
Os diplomas foram concedidos a Israel Dias Novaes, Arruda Castanho, Josué Montello, Joaquim Pinto Nazário, Ivani Ribeiro, Alik Kostakis, Itálico Ancona Lopes, Herculano Pires e Vergnaud Gonçalves. Já os distintivos, foram dados a livreiros que completaram mais de 25 anos de profissão: Josefina Ana Rosa Tist, Fernando D'Alvia, Augusto Borges, Arnaldo Costa e João Benerente.
O escritor Jorge Amado foi escolhido como Personalidade Literária do Ano por uma conjunção de motivos, entre os quais o 30º aniversário do lançamento de O País do Carnaval, o lançamento de uma nova edição de suas obras, publicação do livro Os Velhos Marinheiros, a venda do exemplar número 200.000 de Gabriela, Cravo e Canela (algo então inédito no mercado livreiro brasileiro) e sua entrada para a Academia Brasileira de Letras.

## Prêmios
Os premiados foram:
| Categoria                      | Vencedores                                                                         |
| ------------------------------ | ---------------------------------------------------------------------------------- |
| Biografia                      | O Aleijadinho, sua Vida, sua Obra, seu Gênio Fernando Jorge                        |
| Capa                           | Hermelindo Fiaminghi e Décio Pignatari                                             |
| Contos                         | Os Desertos Ricardo Ramos                                                          |
| Editor do Ano                  | Paul Jean Monteil Difusão Europeia do Livro                                        |
| Ensaio literário               | Manifestações Literárias em São Paulo na Época Colonial Péricles da Silva Pinheiro |
| Gráfico do Ano                 | Salvador Puzziello                                                                 |
| Ilustração                     | Eu e Você e Caderno de Ouro Preto Darcy Penteado                                   |
| Imprensa                       | Judas Isgorogota                                                                   |
| Infantil                       | O Circo Jannart Moutinho Ribeiro                                                   |
| Juvenil                        | Único Amor de Ana Maria Isa Silveira Leal                                          |
| Livreiro do Ano                | Horacio Contier Lomelino                                                           |
| Livro técnico                  | Abel Ferraz de Sousa                                                               |
| Personalidade Literária do Ano | Jorge Amado                                                                        |
| Poesia                         | Universo Mário da Silva Brito                                                      |
| Revelação de autor             | Deus Aposentado Lenita Miranda de Figueiredo                                       |
| Romance                        | Porto Calendário Osório Alves de Castro                                            |
| Tradução                       | As Mil e Uma Noites Nair Lacerda                                                   |